# Cortegana
Cortegana est une ville d’Espagne, dans la province de Huelva, communauté autonome d’Andalousie. La ville, située en pleine Sierra de Aracena, est l'une des plus importantes communes du nord de la province. Elle est célèbre pour ses paysages, son château, mais aussi sa gastronomie, à base de charcuteries dérivées du porc ibérique.

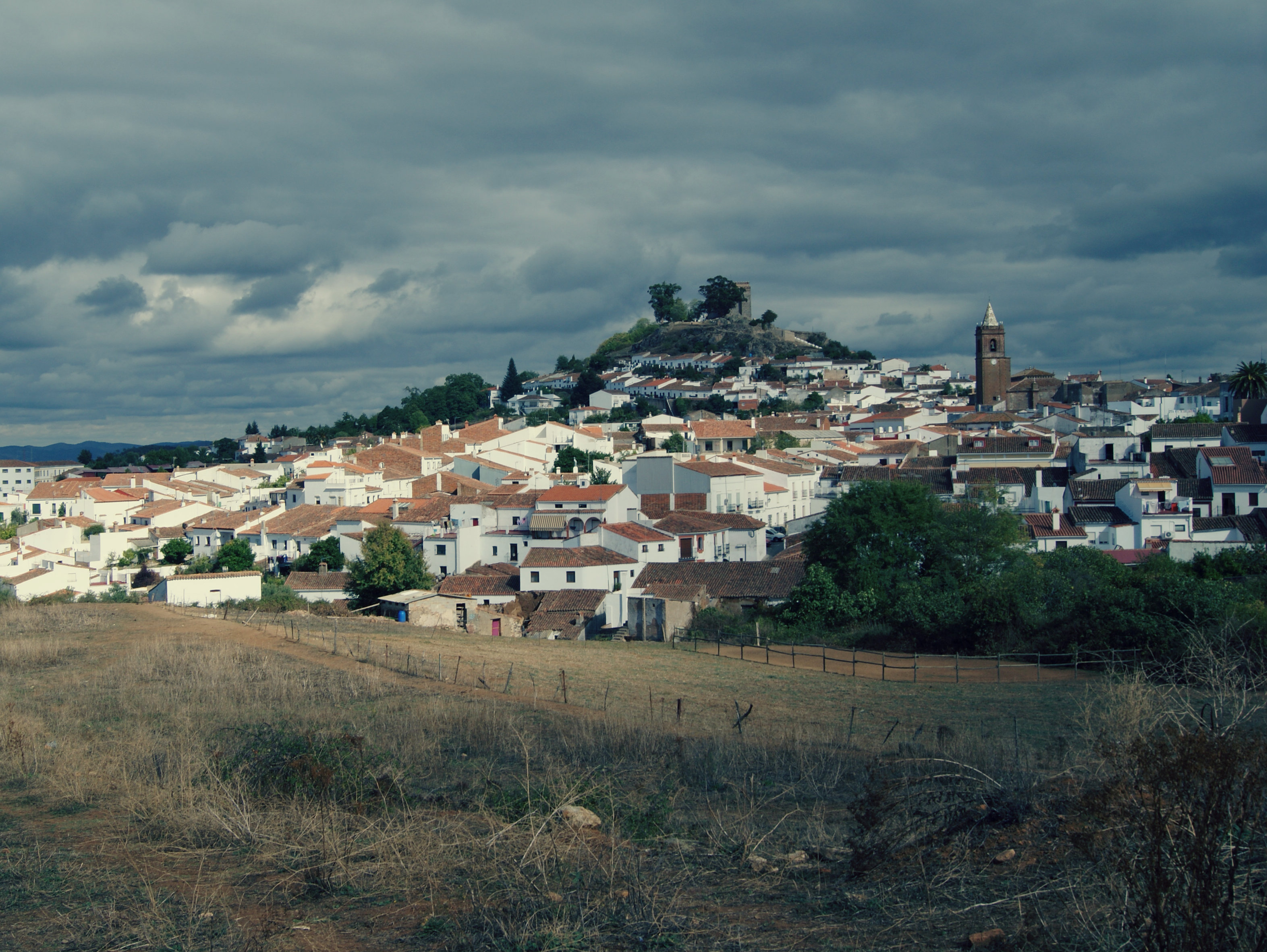
Landscape of Cortegana. Paysage de Cortegana. Paisaje de Cortegana.

## Géographie
La petite ville se dresse en plein cœur du Parc naturel de la Sierra de Aracena et des pics d'Aroche. Elle est lovée au milieu de paysages de moyennes montagnes au relief suave, dans une région bien irriguée et de ce fait très boisée. La cité est elle-même située au creux d'un vallon dominé par la colline où trône le château de la fin du XIIIe siècle.
Le territoire de la commune se caractérise par l'alternance de maquis, de prairies et de bois clairsemés de chênes verts, châtaigniers, oliviers et chênes-lièges où paissent les animaux.
Outre le bourg de la ville, la commune compte deux hameaux (aldeas), La Corte et Puerto Lucía. Elle a pour particularité d'avoir un territoire divisé en deux parties séparées par la commune d'Aroche, qui coupe la commune de Cortegana en deux pour rejoindre les limites de la commune d'Aracena.

## Histoire
Si les premières établissements humains dans les environs de Cortegana remontent au Néolithique, la localité fut fondée par les Turdétans. Elle fut rapidement conquise par les musulmans, après leur entrée dans la péninsule Ibérique en 711.
Du fait de sa situation, la ville se retrouva impliquée dans les conflits opposant le Portugal et la Castille à propos de l'Algarve. Le roi Sanche IV de Castille fit bâtir à cet effet une puissante forteresse dominant la ville.

### Les Hospitaliers
Les Maures développèrent la cité qui fut enlevée au XIIIe siècle puis donnée par la Couronne de Castille aux Hospitaliers de l'ordre de Saint-Jean de Jérusalem.

## Économie
L'économie locale est essentiellement rurale. Elle est liée à l'élevage de porc ibérique, dont sont tirées les charcuteries locales, ainsi qu'à l'exploitation forestière. Le liège constitue depuis longtemps une source de revenus non négligeable pour la ville.
L'artisanat occupe également une place importante. L'orfèvrerie et la céramique figurent parmi les activités les plus notables. Depuis quelques années, Cortegana a su profiter de l'intérêt provoqué par la parc naturel pour se tourner vers le tourisme, favorisé dans la cité par la présence d'un patrimoine historique riche.

## Patrimoine

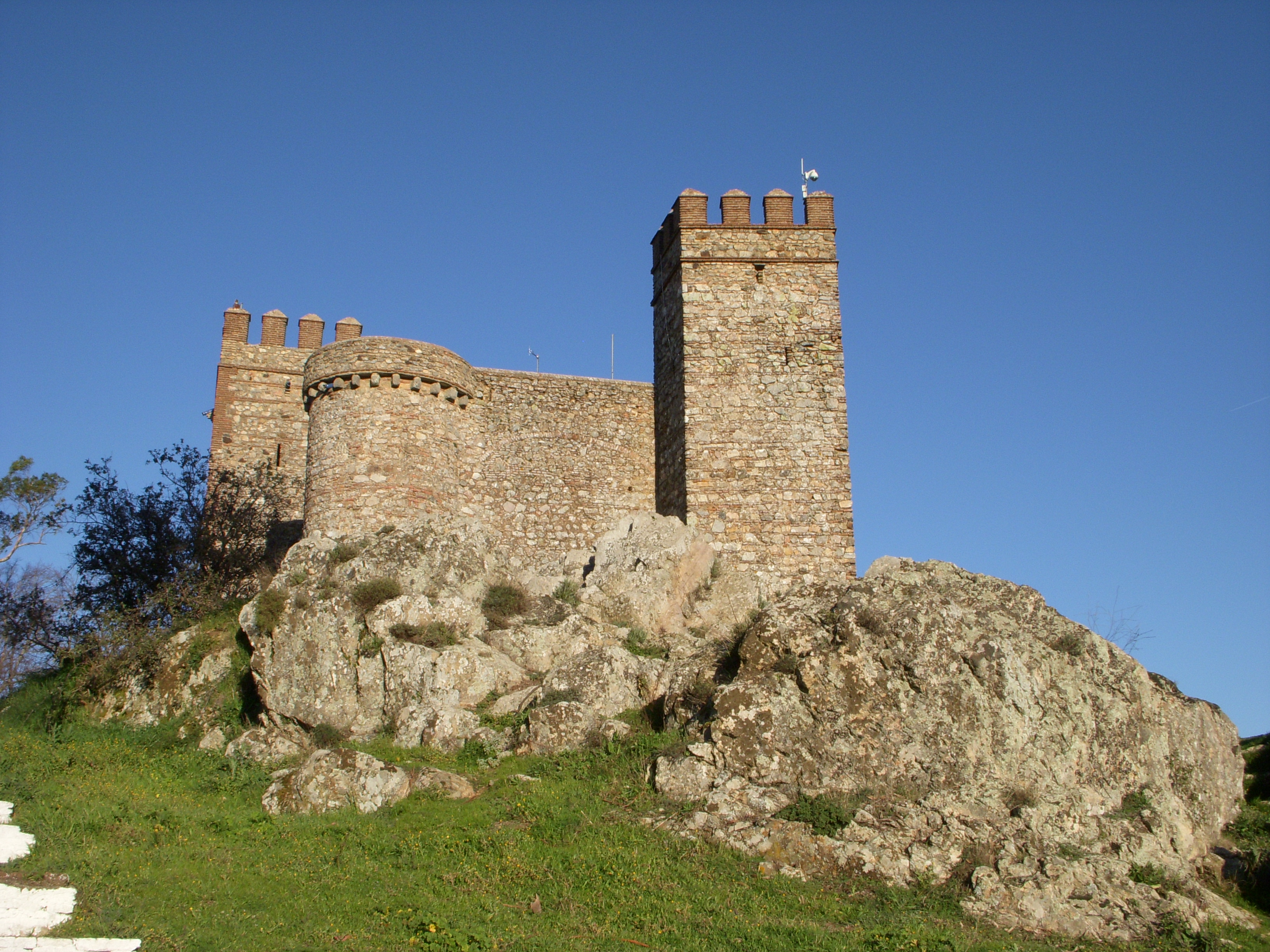
Le château

La ville conserve de son passé un très intéressant patrimoine architectural et urbanistique. Au fil de ses rues escarpées et de ses places bordées de maisons blanchies à la chaux typiquement andalouses, d'importantes constructions du passé peuplent le village.
L'église paroissiale du Divino Salvador fut bâtie au XIVe siècle en style gothique. Elle fut remodelée à plusieurs reprises, et présente une superbe décoration baroque. Le patrimoine religieux compte aussi deux ermitages d'époques différentes.
Cortegana possède plusieurs maisons anciennes, dont de magnifiques demeures mudéjares. Le bien le plus précieux est toutefois le château médiéval construit sur la colline surplombant la ville au XIIIe siècle.

## Traditions
Gastronomie
La gastronomie locale est essentiellement basée sur les produits dérivés du porc. La charcuterie joue un rôle de premier plan, avec les jambons, saucissons et autres chorizos ibériques. Les habitants aiment également à consommer les différents morceaux du porc rôtis.
Le cochon ne constitue pas la seule ressource alimentaire de la ville, qui, comme dans le reste de la région, sait exploiter les différents produits de la terre.
Fêtes
À l'instar de toutes les villes andalouses, et plus généralement espagnoles, Cortegana célèbre plusieurs fêtes au cours de l'année. Le calendrier liturgique est marqué par la Semaine sainte, et le pèlerinage de saint Antoine de Padoue à la mi-juin, lors duquel les habitants se rendent jusqu'au hameau de La Corte, à six kilomètres. Les fêtes patronales en honneur de Nuestra Señora de la Piedad ont lieu en septembre et donnent lieu à force réjouissances populaires et religieuses.
Enfin, Cortegana organise en août une foire médiévale autour du château, durant cinq jours. Y est recréée l'atmosphère propre à la vie au Moyen Âge. Sont également organisés des marchés, repas, représentations théâtrales sur le thème de l'époque médiévale.